# Oriya jezici
Oriya jezici, skupina od osam indoarijskih jezika koji se govore poglavito na području indijske države Orissa. Govori ga preko 32.582.000 ljudi ukupno, među kojima je jezika oriya najvažniji.
Pripadaju joj bhatri [bgw] (600.000; 2002); bhunjia [bhu] ( 	6.790; 2000 USCWM); bodo parja [bdv] (50.000; 2001); desiya [dso] (50,000; 2003); kupia [key] (6.600; 2007); oriya [ori] (31.700.000); adivasi oriya [ort] (150.000; 1998 U. Gustafsson); i reli [rei] (19.000; 1997) 
Ovi jezici pripadaju istočnoj zoni indoarijskih jezika.

## Vanjske poveznice
- Ethnologue (14th)
- Ethnologue (15th)